# L'URSS en construction
L'URSS en construction (en russe СССР на стройке, en anglais USSR in construction, en allemand URSS im Bau, en espagnol URSS en Construcción) est un magazine mensuel illustré d'information et de propagande soviétique publié de 1930 à 1941 et en 1949. Au total, 133 magazines grand format (environ 420 x 295 mm) ont été publiés au cours de cette période.
Le premier numéro du magazine a été publié sous la direction de l'écrivain Maxime Gorki. Le magazine s'adressait principalement à un public étranger et était publié en cinq langues. En 1949, la publication du magazine reprend et à partir de 1950, il est publié sous le nom Union soviétique.
Parmi  les premiers magazines d'information illustrés, il devance le magazine américain Life, dont la publication a commencé en 1936, le magazine japonais FRONT (ja) et d'autres.
En 1934, le magazine « Construction des MTS et des fermes d'État » est séparé de la rédaction d'URSS en construction pour devenir une publication indépendante.

## Éditorial
Les rédacteurs en chef officiels des années 1930 étaient Gueorgui Piatakov, Valery Mezhlauk, Alexander Kosarev. La rédactrice en chef de facto du magazine était Evguénia Iejova, épouse de Nikolaï Iejov.
Le premier comité de rédaction comprenait Mikhaïl Koltsov, Fiodor Konar, Artemy Khalatov et Semyon Uritsky. Des numéros individuels ont été publiés sous la direction d'Alexandre Rodtchenko, Lazar Lissitzky et d'autres rédacteurs. L'artiste principal était Nikolai Stepanovich Troshin (1897-1990).

## Public
Le magazine promouvait la construction d'une nouvelle société en URSS et, selon Mikhaïl Bode, visait à créer une image idéalisée de la vie en Union soviétique chez les lecteurs étrangers. Les abonnés du magazine comprenaient Bernard Shaw, H.G. Wells, John Galsworthy, Romain Rolland et d'autres membres de l'intelligentsia de gauche occidentale.
Selon Edmund Wilson, même des anticommunistes aussi fervents que Sidney Hook étaient « hypnotisés par des photographies de tracteurs agricoles et de centrales hydroélectriques ».

## Design
La conception artistique du magazine est dans le style du constructivisme : utilisation généralisée du photomontage, des pages d'insertion et utilisation de toute la gamme du contraste photographique. Le magazine est imprimé sur une presse à héliogravure.
Certaines publications sont conçues avec sophistication. Ainsi, le numéro consacré au XVIIe Congrès du Parti communiste des bolcheviks de toute l'Union est enveloppé dans un morceau de tissu provenant du ballon stratosphérique URSS-1 qui a établi un nouveau record mondial d'altitude de vol de 19 kilomètres. En 1934, un disque de gramophone est inclus dans le numéro du magazine. Le numéro du magazine consacré au Tupolev ANT-20 « Maxime Gorki » a une couverture en papier d'aluminium. En 1936, un numéro consacré à la Géorgie est publié incluant des feuilles d'or.
Divers photographes et artistes ont travaillé sur les illustrations du magazine Lazar Lissitzky, Alexandre Rodtchenko et son épouse Varvara Stepanova, Roman Karmen, Gueorgui Petroussov, Boris Ignatovich, Arkadi Chaïkhet, Evgueni Khaldeï, Mark Markov-Grinberg, Max Alpert, Dmitry Debabov, John Heartfield et d'autres. Les textes étaient rédigés par Maxime Gorki, Isaac Babel, Mikhaïl Koltsov, Valentin Kataïev, Yakov Belsky, Édouard Tissé, Serge Tretiakov.